# Spatuloricaria euacanthagenys
Spatuloricaria euacanthagenys är en fiskart som beskrevs av Isbrücker, 1979. Spatuloricaria euacanthagenys ingår i släktet Spatuloricaria och familjen Loricariidae. IUCN kategoriserar arten globalt som livskraftig. Inga underarter finns listade i Catalogue of Life.